# Мужская сборная Германии по баскетболу 3×3
Мужская сборная Германии по баскетболу 3×3 представляет Германию на международных соревнованиях по баскетболу 3×3. Управляющим органом является Федерация баскетбола Германии (нем. Deutscher Basketball Bund, DBB).
По состоянию на 16 августа 2024, мужская сборная Германии по баскетболу 3×3 занимает 11-е место в мировом рейтинге ФИБА мужских сборных по баскетболу 3×3.

## Результаты выступлений
| Турнир                             | Золото | Серебро | Бронза | Всего |
| ---------------------------------- | ------ | ------- | ------ | ----- |
| Чемпионат мира по баскетболу 3×3   | —      | —       | —      | —     |
| Чемпионат Европы по баскетболу 3x3 | —      | —       | —      | —     |
| Европейские игры                   | —      | —       | —      | —     |
| Итого                              | —      | —       | —      | —     |

### Чемпионат мира по баскетболу 3x3
| Год            | Место          | Игры           | Победы         | Поражения      | Состав команды                                               |
| -------------- | -------------- | -------------- | -------------- | -------------- | ------------------------------------------------------------ |
| 2012           | не участвовали | не участвовали | не участвовали | не участвовали | не участвовали                                               |
| Москва 2014    | 23             | 5              | 0              | 5              | Anday Ergen, Raed Mostafa, Dia Soliman, Aleksandar Zutic     |
| 2016—2019      | не участвовали | не участвовали | не участвовали | не участвовали | не участвовали                                               |
| Антверпен 2022 | 11             | 5              | 2              | 3              | Alan Boger, Kevin Bryant, Niklas Geske, Bastian Landgraf     |
| Вена 2023      | 17             | 4              | 1              | 3              | Denzel Agyeman, Sidi Beikame, Niklas Geske, Bastian Landgraf |

### Чемпионат Европы по баскетболу 3x3
| Год            | Место          | Игры           | Победы         | Поражения      | Состав команды                                                |
| -------------- | -------------- | -------------- | -------------- | -------------- | ------------------------------------------------------------- |
| 2014—2018      | не участвовали | не участвовали | не участвовали | не участвовали | не участвовали                                                |
| Дебрецен 2019  | 11             | 2              | 0              | 2              | Rouven Hänig, Albert Kuppe, Marian Schick, Malo Valerien      |
| 2021—2022      | не участвовали | не участвовали | не участвовали | не участвовали | не участвовали                                                |
| Иерусалим 2023 | 9              | 3              | 1              | 2              | Bryan De Valck, Dennis Donkor, Jonas Foerts, Thibaut Vervoort |
| Вена 2024      | 10             | 2              | 0              | 2              | Denzel Agyeman, Sidi Beikame, Fabian Giessmann, Miles Osei    |

### Европейские игры
| Год         | Место          | Игры           | Победы         | Поражения      | Состав команды                                            |
| ----------- | -------------- | -------------- | -------------- | -------------- | --------------------------------------------------------- |
| 2015—2019   | не участвовали | не участвовали | не участвовали | не участвовали | не участвовали                                            |
| Краков 2023 | 4              | 6              | 3              | 3              | Denzel Agyeman, Sidi Beikame, Niklas Geske, Philip Hecker |